# Bundesministerium für soziale Sicherheit und Generationen
Die von 2000 bis 2007 als Bundesministerium für soziale Sicherheit und Generationen, kurz BMSG, ab 2003 Bundesministerium für soziale Sicherheit, Generationen und Konsumentenschutz, kurz BMSK oder Sozialministerium bezeichnete österreichische Verwaltungseinrichtung des Bundes war vor allem zuständig für Sozialpolitik, Sozialversicherung, Familien-, Jugend-, Senioren-, Männer- und Konsumentenpolitik.

## Bundesminister
Das Ministerium mit dem Schlagwort „Soziale Sicherheit“ war von der ÖVP/FPÖ-Bundesregierung Schüssel I mit 24. Oktober 2000 geschaffen worden und ersetzte das bisherige Bundesministerium für Arbeit und Soziales der sozialistischen Regierungen Vranitzky und Klima seit 1987 – bei Antritt der Schüssel-Regierung Februar 2000 war Elisabeth Sickl (FPÖ) noch Bundesministerin für Arbeit, Gesundheit und Soziales (so seit 1997). Ihr folgte dann im Oktober Herbert Haupt (FPÖ, dann BZÖ) als Bundesminister für soziale Sicherheit und Generationen nach.
Mit dem formellen Regierungswechsel Kabinett Schüssel II im Jahr 2003 bekam das Ministerium die Konsumentenschutzagenden vom Bundesministerium für Justiz; die Gesundheits- und Frauenagenden wurden dagegen in das Bundesministerium für Gesundheit und Frauen ausgegliedert und wurde fortan Bundesministerium für soziale Sicherheit, Generationen und Konsumentenschutz genannt.
24. Jänner 2005 folgte Ursula Haubner (FPÖ, seit 4. Mai 2005 BZÖ) als Bundesministerin.
Nach Antritt der Regierung Gusenbauer (SPÖ) 11. Jänner 2007 wurden Erwin Buchinger Sozialminister, mit 1. März 2007 wurden die Kompetenzen dieses Ministeriums auf das Bundesministerium für Soziales und Konsumentenschutz (Sozialministerium) und Bundesministerium für Gesundheit, Familie und Jugend (Gesundheitsministerium) aufgeteilt.

## Kompetenzen
Das BMSG war zuständig für (Stand 2005, Haubner):
- Allgemeine Sozialpolitik
- Sozialversicherung (Pensionsversicherung)
- Angelegenheiten der allgemeinen und der besonderen Fürsorge (Mutterschafts- und der Säuglingsfürsorge)
- Pflegevorsorge sowie Behinderten-, Versorgungs- und Sozialhilfeangelegenheiten
- Familienpolitik; Familienpolitischer Beirat; Familienberatungsförderung
- Familienlastenausgleich
- Familienpolitische Angelegenheiten:
  - Wohnungswesen
  - öffentliche Abgaben
  - Ehe- und Kindschaftsrecht, Vormundschafts-, Pflegschafts- und Sachwalterrecht, Unterhaltsvorschussrecht und Resozialisierung einschließlich des Rechts der Bewährungshilfe
  - Sozialversicherung einschließlich der Arbeitslosenversicherung, Mutterschutz, allgemeine und besondere Fürsorge sowie Behindertenhilfe
  - Volksbildung
- Allgemeine Bevölkerungspolitik
- Jugendwohlfahrt
- außerschulischen Jugenderziehung
- Seniorenpolitik
- Konsumentenpolitik
- Tierschutz

## Organisation
Das BMSG war folgendermaßen gegliedert (Stand 2005, Haubner):
- Bundesminister
  - Internes
    - Büro des Bundesministers
    - Abteilung Öffentlichkeitsarbeit
    - Stabsstelle Chief Information Office
    - Interne Revision
    - Büro des Bundesbehindertenanwalts

  - Kinder- und Jugendanwaltschaft des Bundes
  - Staatssekretariat für Familie, Generationen und Konsumentenschutz
    - Büro des Staatssekretärs (Sigisbert Dolinschek)

  - Sektion I: Supportfunktionen IT, EUI
  - Sektion II: Sozialversicherung
  - Sektion III: Konsumentenschutz
  - Sektion IV: Pflegevorsorge, Behinderten-, Versorgungs- und Sozialhilfeangelegenheiten
    - 1 Bundessozialamt
      - 9 Landesstellen

  - Sektion V: Jugend-, Familien-, Männer- und Seniorenpolitische Angelegenheiten
    - Fachliches Aufsichts- und Weisungsrecht im Bereich des Familienlastenausgleichs bei den Finanzämtern

## Historische Entwicklung
|                  | Sozialministerium | Familienministerium | Gesundheitsministerium | Gesundheitsministerium | Frauenministerium |
| 1918–19          | Staatsamt für soziale Fürsorge | | | | |
| 1919–20 und 1945 | Staatsamt für soziale Verwaltung | | | | |
| 1920–38 1945–87  | Bundesministerium für soziale Verwaltung | | | | |
| 1972             | Bundesministerium für soziale Verwaltung | Bundesministerium für Gesundheit und Umweltschutz | Bundesministerium für Gesundheit und Umweltschutz | | |
| 1983             | Bundesministerium für soziale Verwaltung | Bundesministerium für Gesundheit und Umweltschutz | Bundesministerium für Gesundheit und Umweltschutz | Bundesministerium für Familie, Jugend und Konsumentenschutz | |
| 1987             | Bundesministerium für Arbeit und Soziales | Bundesministerium für Umwelt, Jugend und Familie 1995 Bundesministerium für Jugend und Familie | Angelegenheiten der Gesundheit von eigenem Minister im Bundeskanzleramt wahrgenommen | Angelegenheiten der Gesundheit von eigenem Minister im Bundeskanzleramt wahrgenommen | bis 1991: Staatssekretariat im Bundeskanzleramt |
| 1991             | Bundesministerium für Arbeit und Soziales | Bundesministerium für Umwelt, Jugend und Familie 1995 Bundesministerium für Jugend und Familie | Bundesministerium für Gesundheit, Sport und Konsumentenschutz | Bundesministerium für Gesundheit, Sport und Konsumentenschutz | Bundesministerium für Frauenangelegenheiten |
| 1996             | Bundesministerium für Arbeit und Soziales | Bundesministerium für Umwelt, Jugend und Familie | Bundesministerium für Gesundheit und Konsumentenschutz | Bundesministerium für Gesundheit und Konsumentenschutz | – |
| 1997             | Bundesministerium für Arbeit, Gesundheit und Soziales | Bundesministerium für Umwelt, Jugend und Familie | Das bisherige Gesundheitsministerium wird aufgelöst, die Agenden übernimmt größtenteils das Sozialministerium. | Das bisherige Gesundheitsministerium wird aufgelöst, die Agenden übernimmt größtenteils das Sozialministerium. | – |
| 2000             | Bundesministerium für soziale Sicherheit und Generationen | Bundesministerium für soziale Sicherheit und Generationen | Bundesministerium für soziale Sicherheit und Generationen | Bundesministerium für soziale Sicherheit und Generationen | Bundesministerium für soziale Sicherheit und Generationen |
| 2003             | Das bisherige Bundesministerium für soziale Sicherheit und Generationen erhält die Konsumentenangelegenheiten vom Bundesministerium für Justiz und gibt die Frauenangelegenheiten an das neu geschaffene Bundesministerium für Gesundheit und Frauen ab. | Das bisherige Bundesministerium für soziale Sicherheit und Generationen erhält die Konsumentenangelegenheiten vom Bundesministerium für Justiz und gibt die Frauenangelegenheiten an das neu geschaffene Bundesministerium für Gesundheit und Frauen ab. | Das bisherige Bundesministerium für soziale Sicherheit und Generationen erhält die Konsumentenangelegenheiten vom Bundesministerium für Justiz und gibt die Frauenangelegenheiten an das neu geschaffene Bundesministerium für Gesundheit und Frauen ab. | Das bisherige Bundesministerium für soziale Sicherheit und Generationen erhält die Konsumentenangelegenheiten vom Bundesministerium für Justiz und gibt die Frauenangelegenheiten an das neu geschaffene Bundesministerium für Gesundheit und Frauen ab. | Das bisherige Bundesministerium für soziale Sicherheit und Generationen erhält die Konsumentenangelegenheiten vom Bundesministerium für Justiz und gibt die Frauenangelegenheiten an das neu geschaffene Bundesministerium für Gesundheit und Frauen ab. |
| 2003             | Bundesministerium für soziale Sicherheit, Generationen und Konsumentenschutz | Bundesministerium für soziale Sicherheit, Generationen und Konsumentenschutz | Bundesministerium für Gesundheit und Frauen | Bundesministerium für Gesundheit und Frauen | Bundesministerium für Gesundheit und Frauen |
| 2007             | Bundesministerium für Soziales und Konsumentenschutz | Bundesministerium für Gesundheit, Familie und Jugend | Bundesministerium für Gesundheit, Familie und Jugend | Bundesministerium für Gesundheit, Familie und Jugend | Bundesministerium für Gesundheit, Familie und Jugend |